# Fien de la Mar
Josephina Johanna (Fien) de la Mar (née à Amsterdam le 2 février 1898, morte dans la même ville le 23 avril 1965 est une actrice et une chanteuse néerlandaise. Elle est aussi connue sous le nom de Fientje de la Mar.

## Filmographie
- 1940 : Ergens in Nederland
- 1939 : De spooktrein
- 1936 : Klokslag twaalf
- 1935 : Het leven is niet zo kwaad
- 1935 : De Big van het regiment
- 1935 : Op stap
- 1934 : Bleeke Bet
- 1934 : De Jantjes
- 1933 : Hollandsch Hollywood

## Sources de la traduction
- (nl) Cet article est partiellement ou en totalité issu de l’article de Wikipédia en néerlandais intitulé « Fien de la Mar » (voir la liste des auteurs).